# Карл Имерман
Карл Имерман (на немски: Karl Immermann), с цяло име Карл Леберехт Имерман, е германски белетрист, поет и драматург.

## Биография
Карл Имерман е син на военен съветник. От 1807 до 1813 г. посещава педагогически семинар в манастира в Магдебург. От 1813 до 1817 г. следва юриспруденция в университета на Хале-Витенберг. През 1815 г. още като студент се записва доброволец във войната срещу Наполеон Бонапарт.
През 1818 г. Имерман започва кариера на юрист, отначало като стажант, после – референт в Магдебург (1819), служител във военен съд в Мюнстер (1819-1924), съдия по криминални дела в Магдебург (1824-1827) и накрая – областен съдебен съветник в Дюселдорф (1827-1840). През 1825 г. е приет в масонската ложа в Магдебург.
В Мюнстер Имерман започва дейността си като писател. Следвайки образци на Софокъл, Шекспир, Шилер и Гьоте, пише трагедии, комедии и текстове в проза. В този период Имерман установява тесни контакти с други писатели, като Хайнрих Хайне, Гьоте и Лудвиг Тик.
В Дюселдорф Имерман се свързва с много други творци, сред които и политическия поет Фердинанд Фрайлиграт, важен участник в движението „Млада Германия“. Влиза в остър литературен спор с поета романтик Аугуст фон Платен. Като цяло Имерман взима дейно участие в културния живот на своето време, което личи от неговите дневници и писма.
На 25 август 1840 г. след кратко боледуване Имерман умира в дома си в Дюселдорф, оставяйки богато литературно наследство.

## Признание
От 1936 до 1967 г. град Дюселдорф присъжда в чест на писателя литературната награда „Имерман“.